# フィロラオス (クレーター)
フィロラオス (Philolaus) は、月の表側にある大きなクレーターであり、月の北部に位置する。地動説を説き、宇宙の中心には「中心の火」があると信じていた紀元前5世紀末のギリシャの哲学者、フィロラオスにちなんで名づけられた。
フィロラオスの西北西にはアナクシメネスが、フィロラオスの東にはアナクサゴラスが位置しており、アナクシメネスはフィロラオスよりもやや大きく、アナクサゴラスはフィロラオスよりもやや小さい。フィロラオスの北にはムーシュが位置している。
フィロラオスは、フィロラオスよりも古いクレーターであるフィロラオスCの北部と重なるような位置にあり、フィロラオスのCの北部は完全に消失している。フィロラオスの北側の周壁にはフィロラオスよりも古く大きいフィロラオスDが、フィロラオスの北西側の周壁にはフィロラオスGが隣接しており、フィロラオスGの南西側の周壁はアナクサゴラスの北東側の周壁と隣接している。
フィロラオスは、形成時からほとんど形状が変化していないクレーターである。周壁の外側の輪郭は円に近いが、不規則に陥没した箇所も見られる。最も特徴的な陥没は、東側の周壁外側に見られる三角形の陥没であり、不規則に陥没した周壁の内側には複雑な形状をした段丘がある。
フィロラオスの底は荒地で、中心とその北東には不規則な起伏がある。2つの中心丘があり、フィロラオスの中心点の東および西に位置している。中心点の北西には2つの小さな尾根がある。フィロラオスの底には、隕石が衝突した痕跡がほとんどない。

## 従属クレーター
フィロラオスのごく近くにある小さな無名のクレーターについては、アルファベットを付加することによって識別される。
| 名称          | 月面緯度     | 月面経度     | 直径  |
| ------------- | ------------ | ------------ | ----- |
| フィロラオスA | 北緯 73.3 度 | 西経 31.3 度 | 14 km |
| フィロラオスB | 北緯 69.6 度 | 西経 24.3 度 | 11 km |
| フィロラオスC | 北緯 71.1 度 | 西経32.7 度  | 95 km |
| フィロラオスD | 北緯 73.9 度 | 西経 27.8 度 | 91 km |
| フィロラオスE | 北緯 69.6 度 | 西経 18.7 度 | 12 km |
| フィロラオスF | 北緯 68.1 度 | 西経 18.3 度 | 8 km  |
| フィロラオスG | 北緯 69.0 度 | 西経 23.6 度 | 95 km |
| フィロラオスU | 北緯 75.0 度 | 西経 33.0 度 | 13 km |
| フィロラオスW | 北緯 75.6 度 | 西経 35.9 度 | 17 km |